# 当那一天来临
《当那一天来临》是一首军旅歌曲和进行曲，由王曉嶺作詞、王路明作曲，創作於2005年。
这首歌是中国人民解放军总政治部在2005年开展的战斗精神队列歌曲征集评选活动中的最佳作品之一，在2017年央视春晚上由中国人民解放军三军仪仗队合唱。

## 版本学
- 在陈小涛演唱的完整版中，有更加悲壮的歌词「也许来不及告别那亲人，为了祖国我要勇敢前进」。而最后一遍才是广为流传的「放心吧祖国放心吧亲人，为了胜利我要勇敢前进」。